# زينة إدريس
زينة إدريس (1974 -)هي مترجمة لبنانية.

## النشأة والمسيرة
تحصلت على شهادة جامعية في الترجمة واللغات الحية من جامعة البلمند في لبنان.

## أعمالها
- صفحات من تاريخ العراق، تشارلز تريب، 2005
- الحب الكبير، سارة دان، 2007
- طعام، صلاة، حب، إليزابيث جيلبرت، 2009
- الرمز المفقود، دان براون، 2009
- قصر الذئاب، هيلاري مانتل، 2010
- المارد الشيعي يخرج من القمقم: ثلاثون عاما من الصراع بين حزب الله وإسرائيل، (ترجمة بالاشتراك) 2012